# Алфред Ајзенбајзер
Алфред Ајзенбајзер (Черновци, Аустроугарска (сада у Украјини), 7. април 1908. — Берлин, 1. јул 1991) био је румунски фудбалер и уметнички клизач немачке националности. Као фудбалер играо је за Румунију на Светском купу ФИФА 1930, док је као уметнички клизач учествовао на Зимским олимпијским играма 1936.

## Каријера

### Фудбал
Алфред Ајзенбајзер започео је каријеру у Черновцима. 1930. године се придружио другом тиму из Черновца, Драгошевој Води, а недуго након тога је изабран као члан националног тима Румуније за Светско првенство у фудбалу 1930. На турниру је дебитовао за фудбалску репрезентацију Румуније, играјући у две утакмице против Перуа и Уругваја.
На повратку у Румунију, скоро је умро од упале плућа, након што се окупао хладном водом. Када је брод стигао у Ђенову, интерниран је у санаторијум. Румунско особље такође је позвало свештеника да обави евхаристијску службу, јер је његово стање било критично.
Када су се румунски играчи вратили у земљу, најавили су Алфредову смрт. Међутим, опоравио се и вратио се кући, тачно када је његова мајка припремала погребну вечеру. Онесвестила се кад је сина видела живог.
Након две године играња за Драгош Воду из Черновца, прешао је у Венус из Букурешта. Дебитовао је у октобру 1932, против Орадее. У својој другој од десет сезона проведених као играч Венере, освојио је своју прву титулу шампиона у Дивизији А. Освојио је још два шампионата 1937. и 1939. године
Из фудбалске каријере повукао се 1944. године.

### Уметничко клизање
Алфред је такође био успешан уметнички клизач. На европском првенству у уметничком клизању 1934. године, он и његова партнерка Ирина Тимчић заузели су седмо место у мешовитом пару.
Поново са Ирином Тимчић, учествовао је на Зимским олимпијским играма 1936. године, завршивши на 13. месту. Његово последње велико такмичење у уметничком клизању било је мешовито такмичење у пару на Европском првенству 1939. године, када су он и његова партнерка Илејана Молдован завршили на 9. месту.